# Élections fédérales australiennes de 1966
Des élections législatives fédérales se tiennent le 26 novembre 1966 en Australie afin de renouveler les 124 sièges de la Chambre des représentants.
Les résultats donnent une large victoire à la coalition  Libéraux/Nationaux.